# Little Orphan Annie
Little Orphan Annie (dt. Kleine Waise Annie) ist die Hauptperson der gleichnamigen Comicstripserie, die von Harold Gray erfunden und gezeichnet wurde und erstmals am 5. August 1924 erschien. Der Name der Figur ist ein Bezug auf das Gedicht Little Orphant Annie von James Whitcomb Riley. Ursprünglich sollte Grays Figur Little Orphan Otto heißen, wurde aber auf Vorschlag seines Verlegers Joseph Medill Patterson umbenannt, da dieser die Ansicht vertrat, die Hauptfigur solle ein Mädchen sein. Die Strips fanden bald landesweit Verbreitung und die ersten Alben erschienen schon im Jahr 1926.

## Inhalt
Der Comic handelt von der Waise Annie, die sich durch ihre markante rote Wuschelkopf-Frisur und die Tatsache, dass ihre Augen stets als leere Kuller gezeichnet waren, auszeichnet und ständig von ihrem Hund Sandy begleitet wird. Sie wird im Comic von Oliver Warbucks, einem typischen Kapitalisten, der in unermesslichem Reichtum lebt, aufgenommen.
Während dieser auf Geschäftsreise ist, flieht sie allerdings vor dessen Ehefrau und erlebt verschiedenste Abenteuer, die oft in Zusammenhang mit ihren reichen Eltern und der Wirtschaft stehen. So wollen sie zum Beispiel Kriminelle entführen.

## Adaptionen und Fortsetzung
Nach Harold Grays Tod wurde der Comic von anderen Autoren bis 1974 fortgesetzt. Nach dem Erfolg der Musical-Adaption lebte der Comic 1979 wieder auf und wurde bis zum 13. Juni 2010 fortgeführt.
1932 erschien eine erste Verfilmung, produziert von David O. Selznick bei RKO Pictures, mit Mitzi Green in der Titelrolle. 1938 wurde bei Paramount Pictures eine weitere Verfilmung mit Ann Gillis als Annie gedreht. Beide Verfilmungen waren bei Kritikern ohne Erfolg, vergrößerten allerdings trotzdem nochmals die Popularität des Comics.
1977 wurde ein Broadway-Musical zum Comic geschrieben, das den Titel Annie trug. Es lief vom 21. April 1977 bis zum 2. Januar 1983. Es bildete 1982 auch die Grundlage des Filmes Annie von John Huston. Hauptdarsteller waren Albert Finney und Tim Curry. Der Film erhielt zwei Oscar- und drei Golden-Globe-Nominierungen, zwei für die Darstellerin der Annie, Aileen Quinn (Nebendarstellerin, Newcomer). Ausgezeichnet wurde sie schließlich mit einer Goldenen Himbeere als schlechteste Darstellerin.
Im Jahr 1996 erschien die Direct-to-DVD-Produktion Annie: A Royal Adventure! als Fortsetzung des Films von 1982. Im Film übernahm Ashley Johnson die Rolle der Annie.
Regisseur Rob Marshall inszenierte 1999 für das Fernsehen das Remake Annie – Weihnachten einer Waise mit Alicia Morton als Annie. Weitere Rollen übernahmen Victor Garber, Alan Cumming, Audra McDonald, Kristin Chenoweth und Kathy Bates.
2014 übernahm Quvenzhané Wallis die Hauptrolle im Remake Annie an der Seite von Jamie Foxx.